# CT-100
CT-100 est le nom d'un modèle de téléviseur de la marque américaine RCA Victor, premier appareil totalement compatible avec le standard couleur de télédiffusion américain NTSC. Ce récepteur de télévision est commercialisé dès le 31 mars 1954. Il accompagne le lancement commercial de la télévision en couleur aux États-Unis, premier pays du monde à introduire cette technologie et il marque une étape importante de l'Histoire des techniques de télévision.

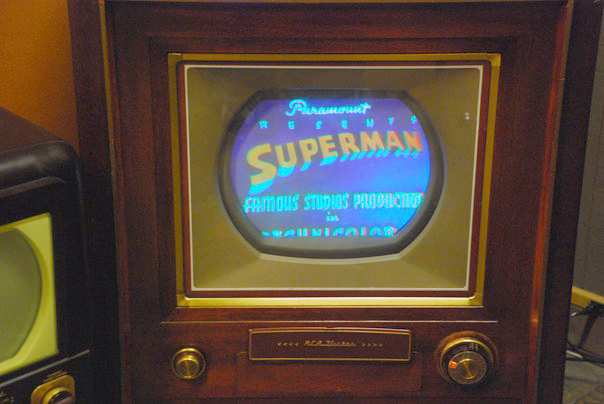
Le modèle RCA CT-100, tout premier téléviseur en couleurs commercialisé aux Etats-Unis, vendu à 4400 exemplaires, en 1954.

## Histoire

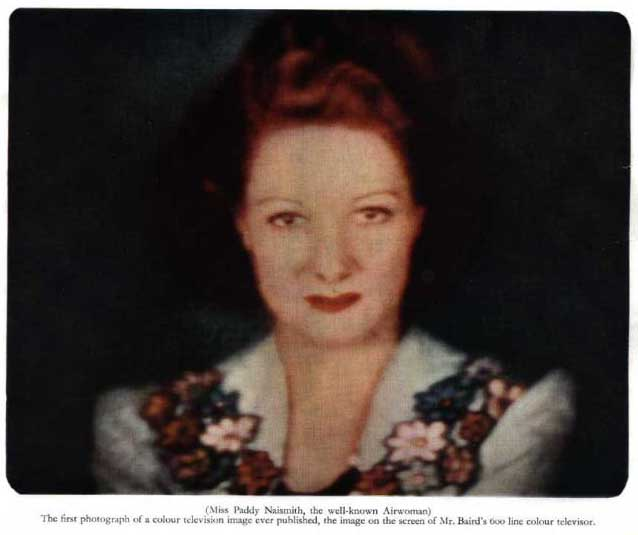
La télévision en couleur est développée dès les années 1930, en Europe.

Depuis les années 1930, le développement de la télévision en couleur préoccupe les inventeurs, ingénieurs et techniciens, tant en Europe qu'aux États-Unis. En septembre 1951, aux États-Unis, la marque Columbia Broadcasting System présente la première version de son système de télévision électronique couleur, le NTSC, standard alors uniquement expérimental et non finalisé.
Durant années 1940, dans leur laboratoire du New Jersey, les ingénieurs et techniciens de la marque RCA s'acharnent à mettre au point leur tout premier téléviseur couleur grand public. Toutefois, avant ses concurrents américains, japonais et européens, le fabricant CBS développe un système en partie mécanique de télévision en couleur en 1951 mais il ne permet pas aux propriétaires de récepteurs noir et blanc de continuer à bénéficier des émissions codées avec ce standard expérimental. Après l'échec du système CBS notamment pour cette incompatibilité, le comité NTSC fixe les objectifs d'un codage couleur entièrement électronique. 

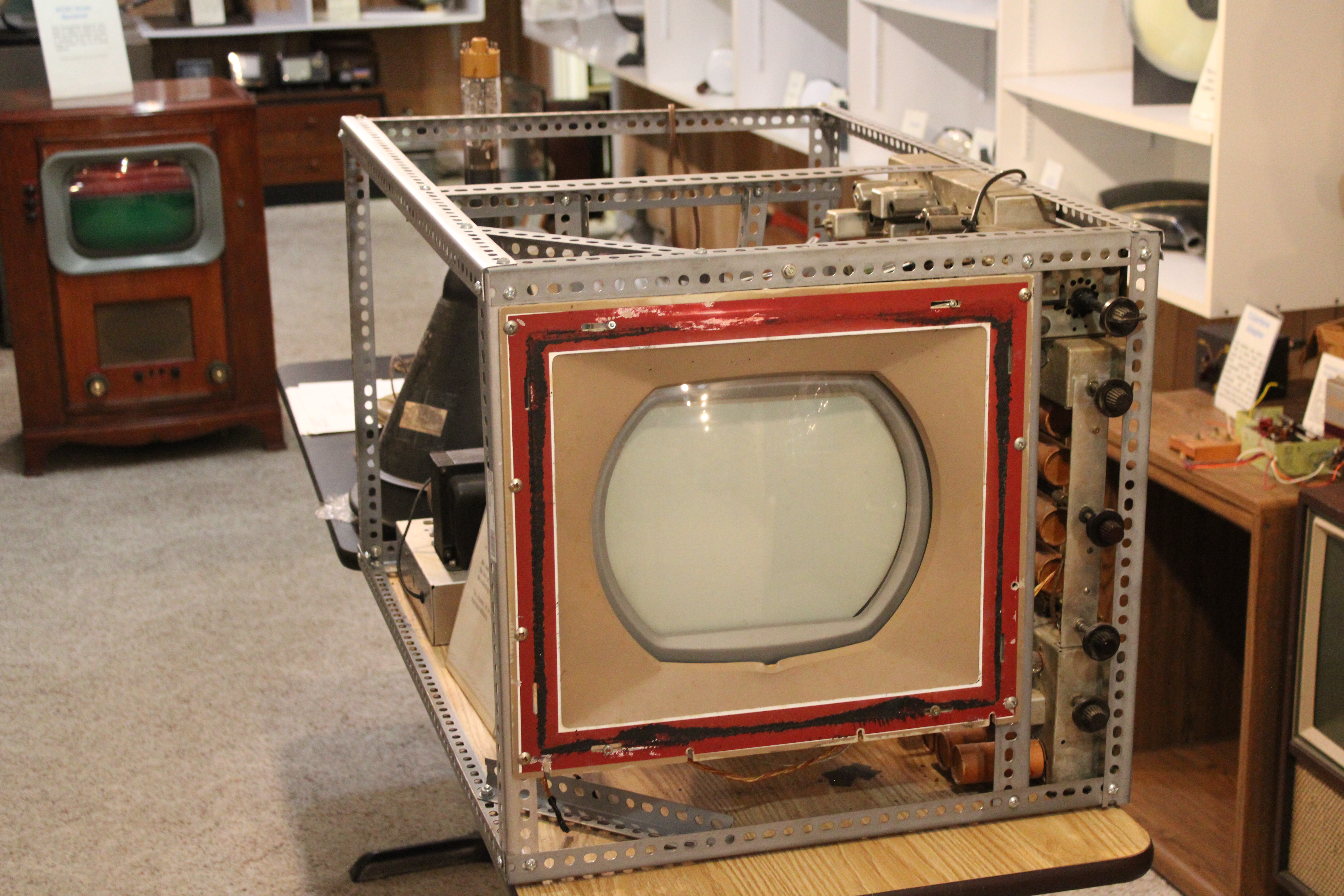
Prototype de téléviseur couleur RCA en 1952.

RCA et CBS sont ainsi les principales entreprises adversaires dans cette aventure industrielle et ces marques doivent respecter la compatibilité du nouveau codage couleur avec les émissions, les émetteurs et le parc de téléviseurs noir et blanc existants. Le 15 décembre 1953, les Etats-Unis adoptent le standard couleur électronique NTSC. En mars 1953, CBS abandonne à RCA la victoire du système officiel national américain. La chaîne nationale NBC est la première chaîne à diffuser une émission en couleur NTSC, le 1er janvier 1954.

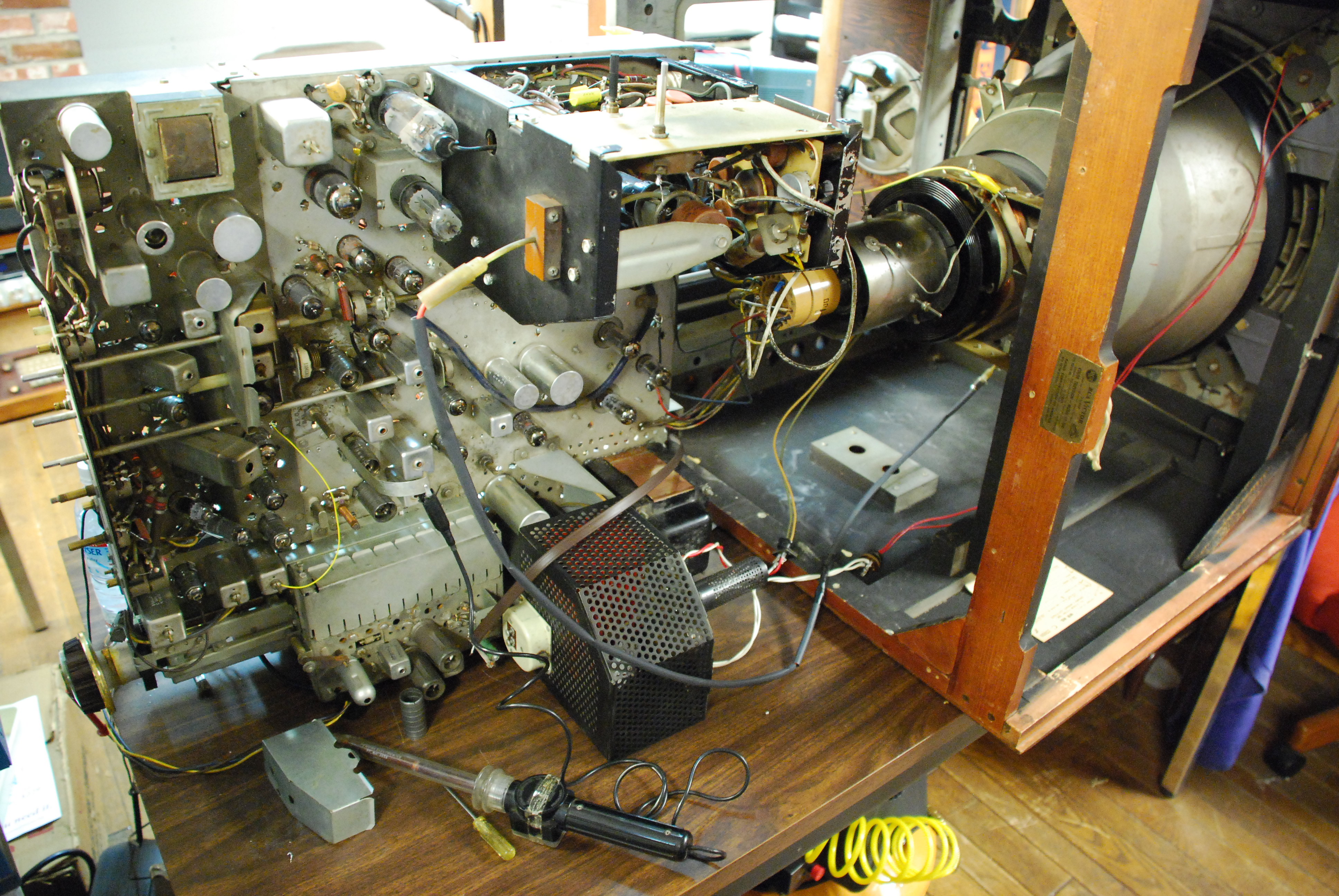
Le châssis électronique du téléviseur CT-100.

Le 25 mars 1954, Le CT-100 sort des ateliers de la société RCA situés à Bloomington dans l'Indiana et il a pour référence, le modèle CT-100 par la suite intitulé « The Merrill ». Le succès commercial n'est pas immédiat car la plupart des chaînes aux États-Unis diffusent principalement en noir et blanc. Toutefois, le tarif du téléviseur à son lancement fixé à mille dollars est cependant réduit de moitié, dès le mois d’août 1954. Son lancement représente un semi-échec car seulement quelques milliers d'exemplaires sont vendus; il faut attendre le début des années 1960 pour que la télévision couleur devienne populaire en Amérique du Nord. Le tarif même réduit à 500 dollars soit environ 3 000 euros de 2024 est similaire pour l'époque, à celui d'une automobile haut de gamme. Par ailleurs, il nécessite certains réglages ou corrections régulières pour garantir un bon fonctionnement et une image correcte.

## Caractéristiques

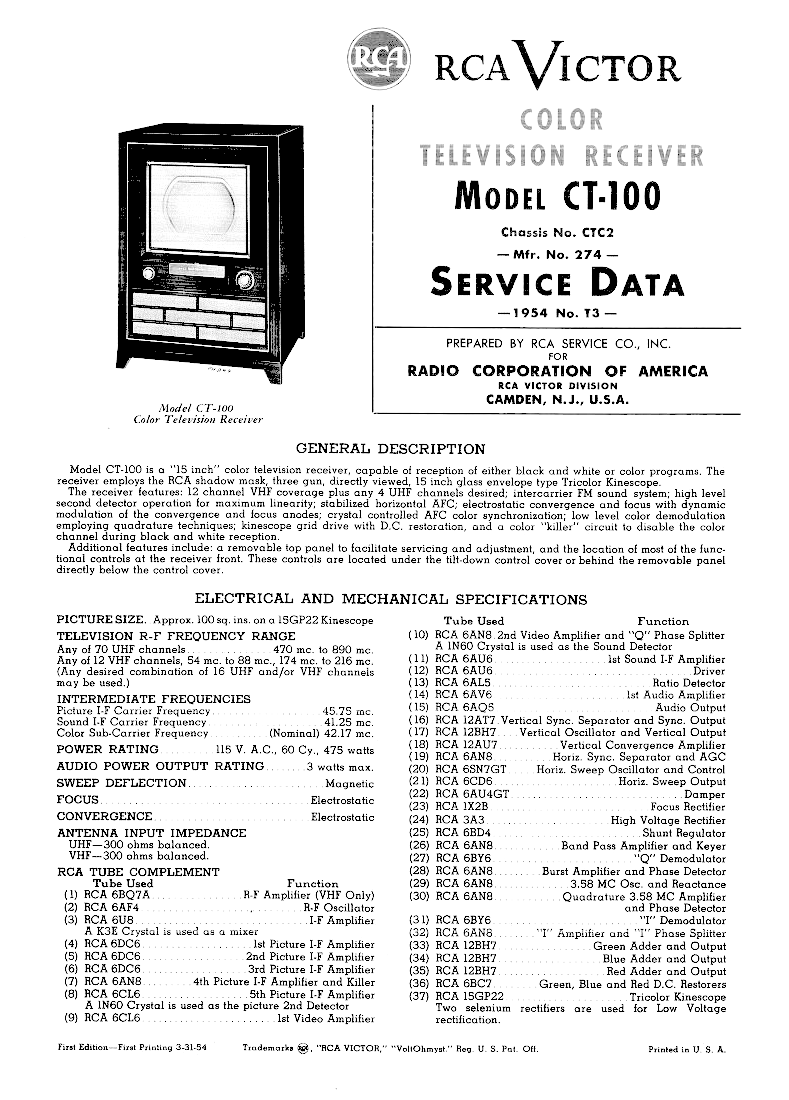
Le guide service du téléviseur CT-100.

La diagonale d'écran du CT-100 est de 36 cm. Son coffrage en bois d'acajou est volumineux mais l'écran est large de 28 cm et haut de 23 cm, une dimension assez grande pour l'époque, même pour un téléviseur noir et blanc. Le CT-100 exploite toute la capacité couleur du signal NTSC défini en 1954. Son châssis comprend 36 tubes. La synchronisation des couleurs est obtenue par un circuit de contrôle de fréquence avec un détecteur de phase. Le téléviseur CT-100 est doté d'un tuner avec rotacteur à 16 positions, pouvait capter tous les canaux de télévision normalisés dans les bandes VHF et UHF, conformément à la norme M. Il exploite un signal vidéo de fréquence intermédiaire à 45,75 MHz et une sortie audio à 41,25 MHz. La bande passante de son démodulateur s'élève à 4,5 MHz. À partir du courant secteur de 110 volts disponible aux États-Unis, le transformateur et l'alimentation haute tension du téléviseur délivrent 19 500 volts au tube cathodique. L'appareil consomme 475 watts en moyenne.

## Défauts lors de la réception NTSC

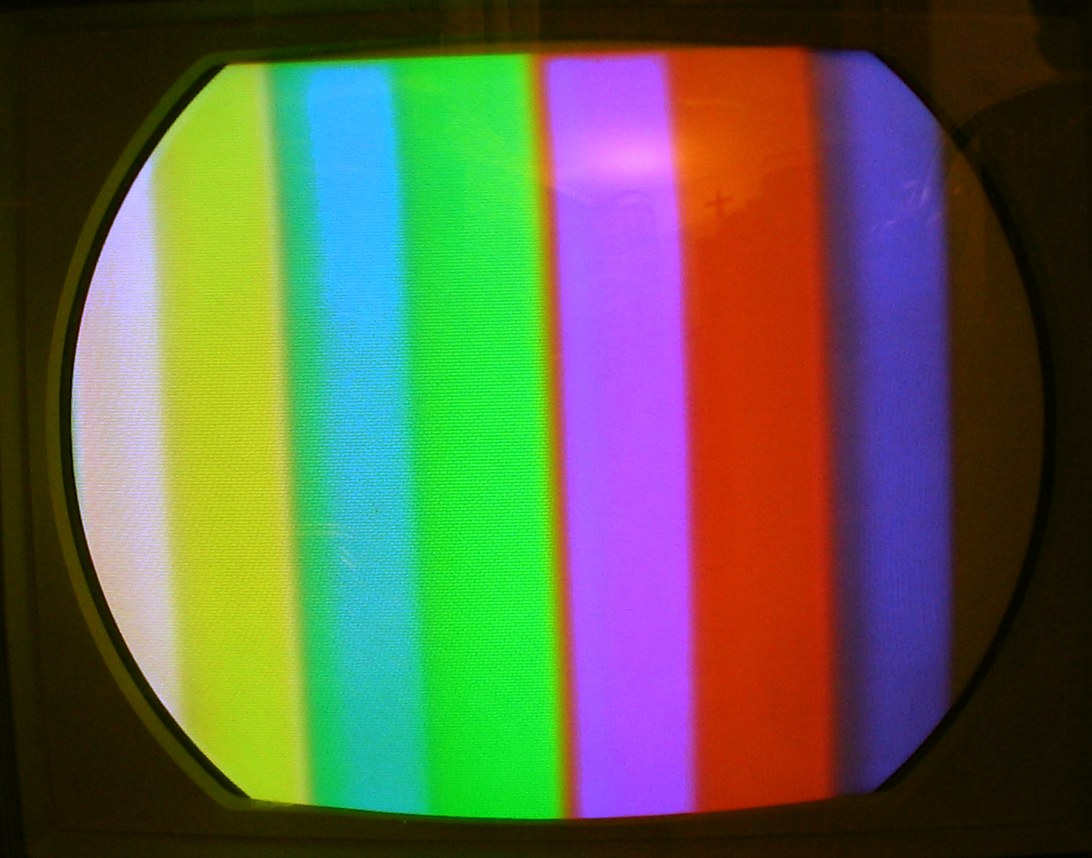
Mire couleur NTSC affichée sur le même type d'écran.

Le standard NTSC accuse un phénomène engendré par les faiblesses des circuits analogiques lui ayant valu le surnom de  Never Twice the Same Color (« jamais deux fois la même couleur »). En raison d’un déphasage de la chrominance, le phénomène le plus gênant concerne alors la teinte de la peau humaine; les visages varient du verdâtre à l’orangé sombre. Un réglage spécifique existe ainsi sur tous les téléviseurs NTSC : la fonction hue (teinte) permettant de réajuster manuellement la phase du signal couleur. Ce phénomène n’existe pas chez les deux concurrents européens comme le standard français SECAM breveté et développé à partir de 1956 et le standard allemand PAL développé à partir de 1963.